# مارماهی بزرگ اروپایی
مارماهی اروپائی (نام علمی: Conger conger) نام یک گونه از سرده مارماهی‌های بزرگ و بزرگترین مارماهی در جهان است و بومی شمال اقیانوس اطلس از جمله دریای مدیترانه است.

## نگارخانه

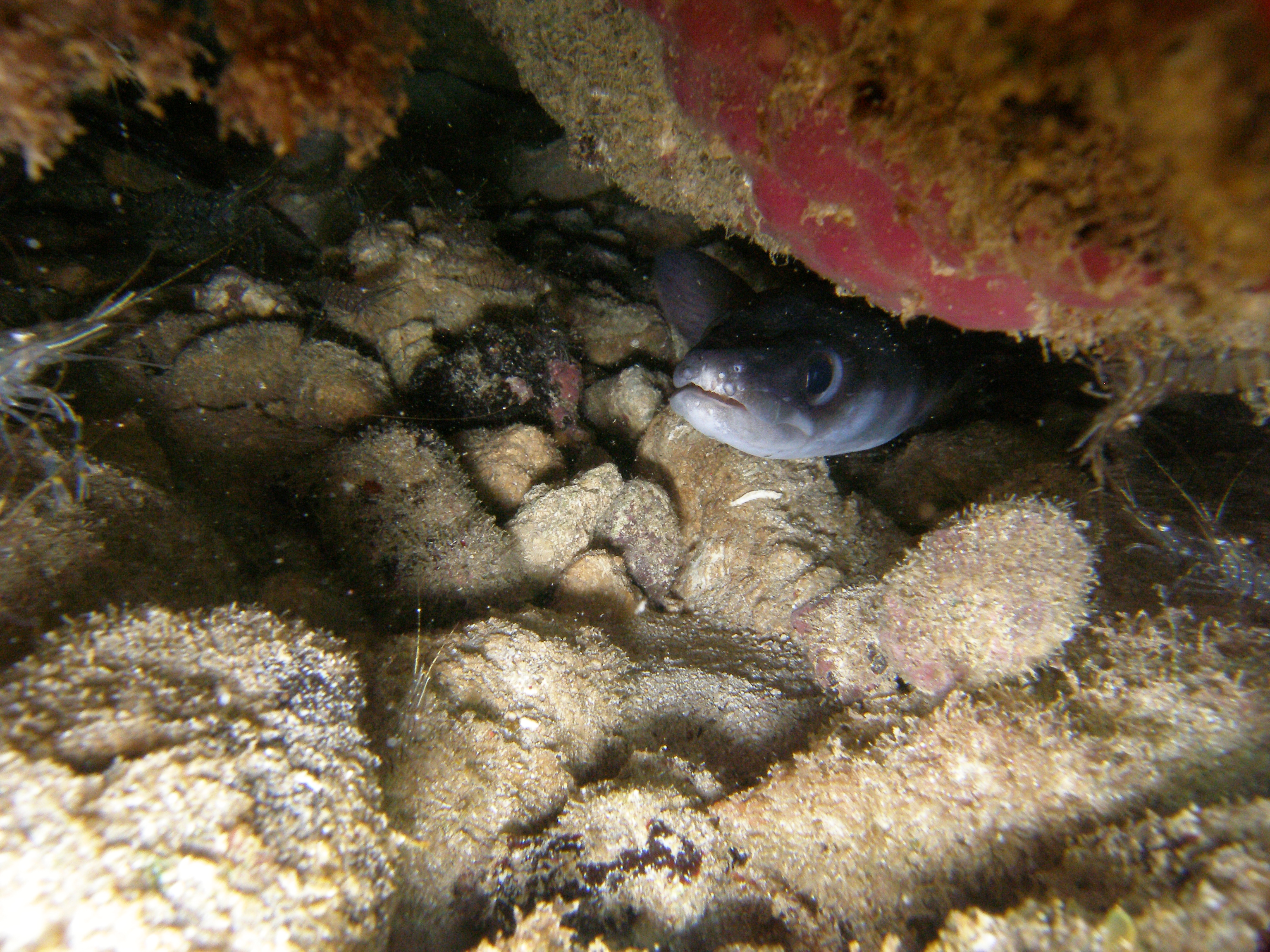
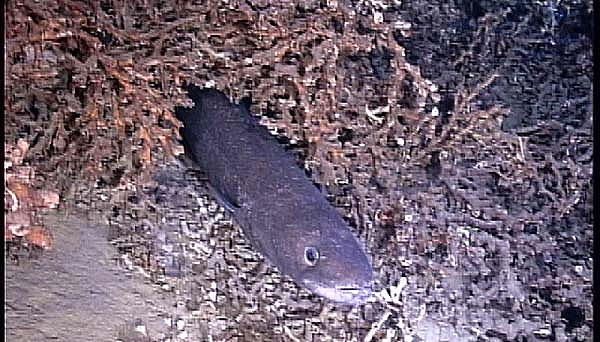
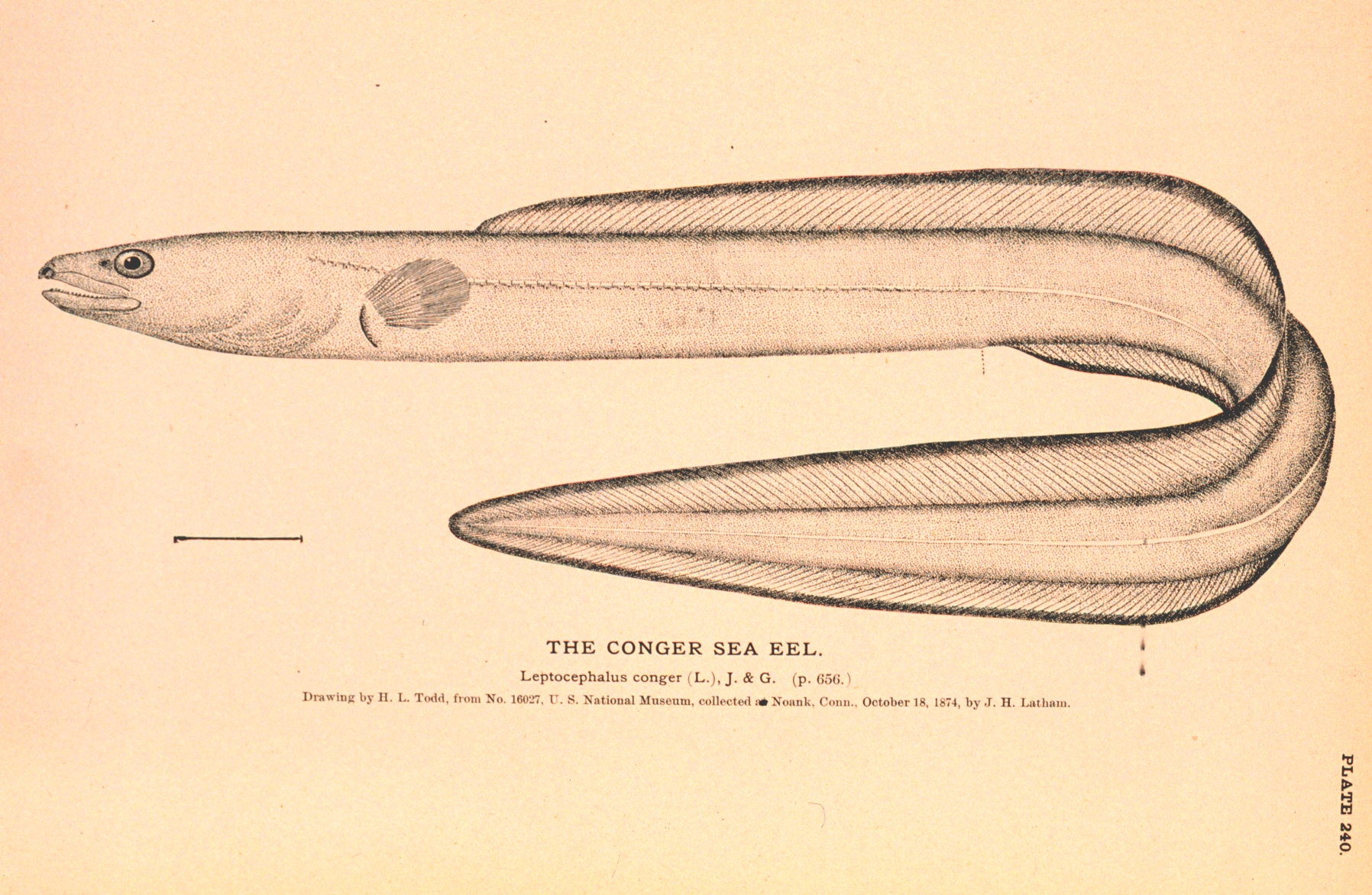